# 西班牙超級人瑞列表
這是西班牙超級人瑞（年齡超過110歲）。
西班牙的史上最長壽者是安娜·瑪麗亞·貝拉·魯比歐（1901年10月29日－2017年12月15日），享壽116歲47天。而史上最長壽男性是瓊·里路德阿伯特（1889年12月15日－2004年3月5日），享壽114歲81天。

## 西班牙超級人瑞
已故
  在世
 有爭議 
| 排名 | 姓名                       | 性別 | 出生日期       | 逝世日期       | 享壽       | 出生地點     | 逝世地點     |
| ---- | -------------------------- | ---- | -------------- | -------------- | ---------- | ------------ | ------------ |
| 1    | 安娜·瑪麗亞·貝拉·魯比歐    | 女   | 1901年10月29日 | 2017年12月15日 | 116歲47天  | 科爾多瓦省   | 加泰隆尼亞   |
| 2    | 瑪麗亞·安東尼·卡斯楚       | 女   | 1881年6月10日  | 1996年1月16日  | 114歲220天 | 安達魯西亞   | 安達魯西亞   |
| 3    | 卡門·洛佩斯                | 女   | 1883年4月3日   | 1997年7月3日   | 114歲91天  | 莫夕亞地區   | 莫夕亞地區   |
| 4    | 瓊·里路德阿伯特            | 男   | 1889年12月15日 | 2004年3月5日   | 114歲81天  | 梅諾卡島     | 梅諾卡島     |
| 5    | 玛丽亚·德尔卡门·菲盖罗     | 女   | 1883年10月28日 | 1997年5月25日  | 113歲209天 | 加利西亞     | 加利西亞     |
| 6    | 曼努埃拉·费尔南德斯-福哈科 | 女   | 1895年6月18日  | 2009年1月6日   | 113歲202天 | 阿斯圖里亞斯 | 阿斯圖里亞斯 |
| 7    | 玛丽亚·孔查·佩雷斯·西达    | 女   | 1901年12月9日  | 2014年9月30日  | 112岁295天 | 加利西亞     | 加利西亞     |